# Dunblane (Île-du-Prince-Édouard)
Pour les articles homonymes, voir Dunblane.
Dunblane est une communauté du Canada située dans le comté de Prince, sur l'Île-du-Prince-Édouard. Elle se trouve au sud-ouest d’O'Leary.